# Victor Thiry
Pour les articles homonymes, voir Thiry.
Victor Thiry, né à Dinant le 31 juillet 1817 et mort à Liège le 4 octobre 1889, est un juriste et professeur à l'université de Liège dont il est le recteur entre 1873 et 1879.

## Biographie
Agrégé en droit en 1845, Victor Thiry organisa la même année un cours d'histoire du droit coutumier. Chargé en 1847 d'enseigner le droit civil élémentaire, il obtiendra en 1849 les chaires de droit civil et de droit commercial qu'il conservera jusqu'à sa mort. Fournissant un enseignement clair et précis, ses cours laissèrent un empreinte profonde sur l'étude du droit civil à Liège.
Preuve de l'estime de ses collègues en sa valeur académique, il fut nommé recteur pendant deux périodes triennales entre 1873 et 1879. C'est au cours de son rectorat que fut commencée la période de réforme de l'enseignement universitaire en Belgique, destiné à pallier leurs retards sur les universités allemandes. Dans cette optique, il participe à l'élaboration de la loi du 20 mai 1876 qui réforme en profondeur le système de l'enseignement supérieur belge et permet son accès à un plus grand nombre d'étudiants.
La première conséquence évidente de cette réforme est l'arrivée massive de nouveaux étudiants : entre 1873 et 1885, le nombre d'inscrits passe ainsi de 762 à 1567. Grâce à des crédits accordés par l'État, le recteur décidera donc de lancer la construction de nombreux bâtiments et instituts en ville, travaux qui se concrétiseront sous son successeur Jean-Louis Trasenster. Furent ainsi construit par Lambert Noppius les huit instituts Trasenster : Astrophysique, Pharmacie, Botanique, Anatomie, Physiologie, Zoologie, Chimie et Électrotechnique.
C'est aussi sous son rectorat que sera consacré l'accès aux femmes aux études de médecine. L'université de Liège sera ainsi la première université de Belgique à donner l'accès aux femmes aux professions médicales.

## Œuvres
- Cours de droit civil, Liège, Vaillant, 1890

## Distinctions et hommages
- Officier de l'ordre de Léopold[7]

Un amphithéatre de la Galerie Opéra porte son nom

## Sources
- E. Mahains, Nouvelle biographie belge, vol. 25, Académie royale des sciences, des lettres et des beaux-arts de Belgique, 1932 (lire en ligne), p. 17

- Léon-Ernest Halkin, Luber memorialis : L'Université de Liège de 1867 à 1935, t. I, Université de Liège, 1936 (lire en ligne)

- Paul Harsin, « L'enseignement à Liège : l'université de Liège de 1816 à 1935 », sur chokier.com (consulté le 20 février 2022)

- « Victor Thiry », sur uliege.be (consulté le 20 février 2022)